# 大澤幸生
大澤 幸生（おおさわ ゆきお、1968年 - ）は、東京大学大学院システム創生学科教授。2000年に「チャンス発見学」を提唱、関連してイノベーションゲームの開発等を行う。
データの詳しい中身を明かさずに意見を募集できる「データジャケット」という手法に取り組む。
1995年、東京大学で 博士（工学）。論文の題は「多項式時間で仮説推論の準最適解を求めるネットワーク化バブル伝播法に関する研究」。  

## 来歴
- 1968年、京都市の生まれ。
- 1990年、東京大学工学部卒業。
- 1995年、東京大学大学院工学系研究科博士課程で博士（工学）。[3]
- 大阪大学や筑波大学[4]で助教授に。その後、東京大学で特任准教授を経て2009年に教授[5]。
- 1996年、チャンス発見において重要なツールとなるKeyGraphを開発[6]。
- 2000年、チャンス発見学を提唱[6][7]。

## 著書
- 『ビジネスチャンス発見の技術』 岩波書店〈岩波アクティブ新書〉、2004年、ISBN 4007001022
- 『チャンス発見のデータ分析』 東京電機大学出版局、2006年、ISBN 9784501542009
- 『イノベーションの発想技術：ゲームでひらくビジネスチャンス』 日本経済新聞出版社、2013年、ISBN 9784532318680